# Comuna Norddjurs
Norddjurs (Norddjurs Kommune) este o comună din regiunea Midtjylland, Danemarca, cu o suprafață totală de 723,15 km².